# Central Illinois Flying Aces
Central Illinois Flying Aces, tidigare Bloomington Thunder, var ett amerikanskt juniorishockeylag som spelade i United States Hockey League (USHL) mellan 2014 och 2019. De spelade sina hemmamatcher i Grossinger Motors Arena, som har en publikkapacitet på 5 600 åskådare vid ishockeyarrangemang, i Bloomington i Illinois. Laget ägdes av CSH International, Inc., som i sin tur äger andra sportlag som Everett Silvertips i Western Hockey League (WHL) och Amarillo Bulls i North American Hockey League (NAHL). Den 24 augusti 2017 meddelade laget att man byter lagnamn från Bloomington Thunder till Central Illinois Flying Aces. Flying Aces vann varken någon av Anderson Cup, som delas ut till det lag som vinner USHL:s grundserie, eller Clark Cup, som delas ut till det lag som vinner USHL:s slutspel.
De fostrade spelare som bland andra Jérémy Davies och Wyatt Kalynuk.